# Sancho Ramírez d'Aragona

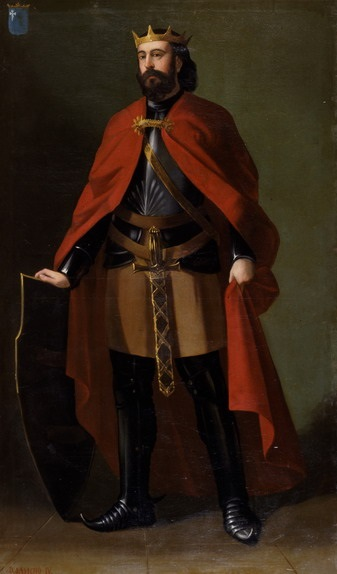
Ritratto di Sancho Ramirez di Aragona eseguito da Manuel Aguirre y Monsalbe nel 1885.

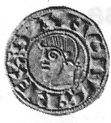
Denaro di Sancho Ramirez. Dritto con la testa del re.

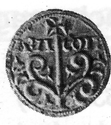
Denaro di Sancho Ramirez. Rovescio: croce processionale con fiori.

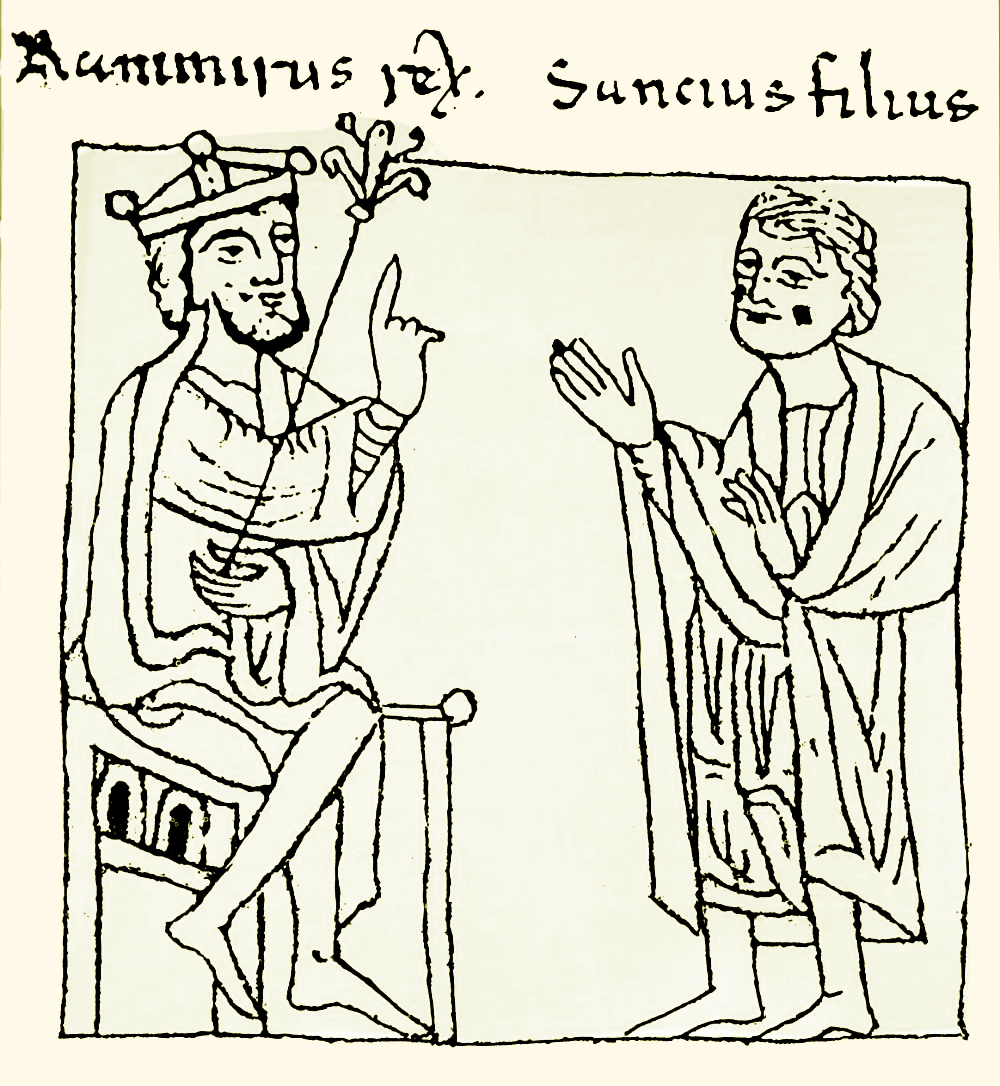
Ramiro I e Sancho Ramírez in una miniatura di Jaca del XIII secolo.

Sancho Ramírez, Sancho anche in spagnolo, in aragonese, in portoghese e in galiziano, Sanç, in catalano e Antso in basco (1042 circa – Huesca, 4 giugno 1094), fu re di Aragona (1063 - 1094, come Sancho I d'Aragona) e re di Pamplona (1076 - 1094, come Sancho V di Navarra); fu anche conte di Sobrarbe e Ribagorza dal 1063 al 1085.

## Origine
Figlio maschio primogenito del re di Aragona e conte di Sobrarbe e Ribagorza Ramiro I (come ci viene confermato dalla Ex Gestis Comitum Barcinonensium e, secondo la Crónica de San Juan de la Peña di Ermessinda di Foix (circa 1015-1049, Gilberga di Foix, dopo il matrimonio, divenuta regina d'Aragona, si fece chiamare, Ermesinda), che secondo le Preuves de l'Histoire Générale de Languedoc, Tome V era figlia del conte di Carcassonne e di Couserans e futuro conte di Foix, Bernardo Ruggero I, e dell'erede della contea e futura contessa di Bigorre, Garsenda, figlia del conte di Bigorre, Garcia Arnaud e della moglie, Riccarda, di cui non si conoscono gli ascendenti.
Ramiro I di Aragona, sia secondo l'Ex Gestis Comitum Barcinonensium che secondo la Crónica de San Juan de la Peña, era il figlio illegittimo del re di Pamplona, conte di Aragona, conte di Sobrarbe e Ribagorza, conte di Castiglia Sancho III Garcés il Grande e di una nobile originaria di Aibar (nobilissima domina de castro quod dicitur Ayunarum) (una muller noble de Ayvar), signora di Miranda, e del monastero di Santa Cecilia di Aibar, Sancha di Aibar, di cui non si conoscono gli ascendenti.

## Biografia
Secondo la Crónica de San Juan de la Peña Sancho succedette al padre sul trono aragonese all'età di circa diciotto anni, nel 1063.
Secondo lo storico Szabolcs de Vajay, all'inizio del regno, come il padre, non usò il titolo di re, ma preferiva definirsi Sancho, figlio del re Ramiro (Sancius Ranimiro regis filius) e poi dal 1072, (Sanctius gratia Dei Aragonense).
Sancho continuò nella lotta contro i regni di Taifa e, secondo l'islamista britannico Hugh N. Kennedy, nel 1064, conquistò Barbastro e Alquézar nel 1065; nel 1064, Sancho si era alleato con il conte di Urgell Ermengol III che, all'inizio del 1065, divenne anche cognato di Sancho, avendo sposato la sorella Sancha d'Aragona, ma che circa due mesi dopo, morì (come ci viene documentato anche dal Chronicon alterum Rivipullense, Apendice al Viage Literario a las Iglesias de Espana, Tome V), nella difesa della città di Barbastro (dal nome di quella località, gli fu dato il soprannome el de Barbastro), che il re della taifa di Saragozza, al-Muqtadir, recuperò, con l'aiuto degli altri regnanti di al-Andalus.
Nel 1065, con l'aiuto di una banda di Normanni, comandati da Guglielmo di Montreuil, riuscì a conquistare Monzon e quindi Graus, dove era morto suo padre. Secondo lo storico Szabolcs de Vajay, fu abile ad espandere l'autorità del regno di Aragona, oltre che a Saragozza, anche a Tudela e Huesca, che gli pagarono dei tributi.
Nel 1065, come ci conferma nella Historia de los Condes de Urgel, Tomo I D. Diego Monfar y Sors, quando cita il primo testamento del fratello di Isabella, Ermengol detto di Gerb aveva sposato Isabella di Urgell (circa 1052 - † dicembre 1071), figlia del defunto conte di Urgell, Ermengardo III e della sua prima moglie, Adelaide di Besalú, (? -circa 1055), figlia del conte di Besalú e Ripoll Guglielmo I († 1052) e della moglie, Adelaide († dopo il 1036), di cui non si conoscono gli ascendenti.
Secondo la España sagrada, Tomo XLVI, Sancho fece una donazione al monastero di Roda per la salvezza dell'anima sua e della moglie e dei figli.
Sancho da Isabella dovette divorziare, nel 1070, per problemi di consanguineità (il padre di Isabella era suo cognato); e Isabella, dopo essere stata ripudiata, nel 1071, aveva sposato il conte di Cerdagna, Guglielmo Raimondo I, di cui era la seconda moglie, ma morì poco dopo e fu sepolta nell'Abbazia di San Michele di Cuxa, (documento n° CCLXXXI della Marca Hispanica sive Limes Hispanicus.

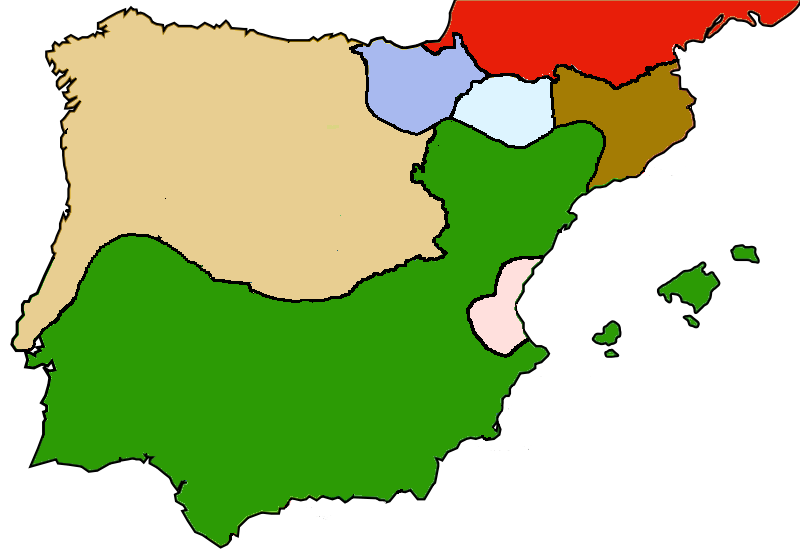
La penisola iberica nel 1100, in lilla e grigio i regni di Navarra e Aragona, alla morte di Sancho Ramírez

Dopo che, nel 1065, Sancho II il Forte era successo al padre Ferdinando I sul trono di Castiglia, secondo la Crónica de San Juan de la Peña, aveva avanzato della pretese su parte dei territori del regno di Navarra ed erano iniziati degli scontri che sfociarono, nel 1067, in quella che fu denominata "la guerra dei tre Sanchi", che vide contrapposti al re di Castiglia Sancho II il Forte i re di Navarra Sancho IV e il suo alleato, Sancho I d'Aragona, che memore della morte di suo padre Ramiro I per mano dei castigliani si era alleato con la Navarra.
I castigliani, guidati da El Cid riportarono una iniziale vittoria ma la guerra terminò nel 1068, con la vittoria dei re alleati, di Navarra ed Aragona, che così aveva vendicato la morte del padre.
Il re di Castiglia per ottenere la pace dovette restituire alla Navarra tutti i territori che le aveva sottratto.
Nel 1068 Sancho si recò a Roma per incontrare il papa Giovanni XIII per rendersi vassallo del papa (divenne vassallo del papa nel 1088), quindi rafforzare il giovane regno di Aragona, ufficializzando il titolo di re, e forse anche per discutere sulla sua condizione matrimoniale.
Nel 1076 o prima sposò Felícia di Roucy (1060- 3 maggio 1123), figlia d'Ilduíno IV († 1063), conte di Montdidier e di Roucy e Signouer de Ramerupt, e della moglie, Adelaide di Roucy, figlia di Ebles Conte di Roucy e della moglie, Beatrice di Hainaut (1015/1020-1062). Questo matrimonio viene ricordato anche dalla Chronica Albrici Monachi Trium Fontium, dal Genealogiæ Scriptoris Fusniacensis. e dal Monumenta Historiæ Tornacensi.
Il 4 giugno 1076 a Peñalén, durante una battuta di caccia, secondo la Crónica de San Juan de la Peña, fu assassinato per mano del fratello, Raimondo di Navarra, il re di Navarra Sancho IV. I nobili di Navarra rifiutarono di porre sul trono Raimondo il fratricida e, mentre il re di Castiglia occupava la Rioja, offrirono il trono a Sancho Ramirez, che esiliò immediatamente Raimondo di Navarra, che assunse il nome di Sancho V di Navarra. Secondo La colección diplomática de Sancho Ramírez, il primo atto in cui Sancho compare come re di Navarra è datato marzo 1077.
Tra il 1077 e il 1078 Sancho Ramírez ricevette l'aiuto del duca di Borgogna, Ugo I ad avere ragione del re moro di Saragozza, al-Muqtadir, che in seguito a quella operazione militare divenne tributario del regno d'Aragona (in quello stesso anno Sancho aveva costruito la fortezza di Castellar nei pressi di Saragozza)

Sigillo di Sancho Ramírez

Nel 1081, dopo la morte di al-Muqtadir, suo figlio Pietro operò altre conquiste, e nel 1083 Sancho si impossessò del castello di Graus, per il quale era morto suo padre, di Ayerbe e di Piedratajada che iniziò a ripopolare.
La conquista di nuove zone imponeva la costruzione di nuovi castelli per la loro protezione; così Sancho Ramirez costruì i castelli di Loarre, Obanos, Montearagón, vicino a Jaca, Artasona e Castiliscar.
Nel 1082 e nel 1090 Sancho si scontrò per due volte con El Cid, che era al servizio del re di Saragozza, subendo altrettante sconfitte. Nel 1089 aveva conquistato Monzón, che donò al suo primogenito Pietro, che dal 1086 era già conte di Sobrarbe e Ribagorza.
Inoltre migliorò le relazioni con il regno di Castiglia, aiutando, il re Alfonso VI nella battaglia di Sagrajas, nel 1086, e nella difesa di Toledo, nel 1090; infine siglando un trattato di mutua assistenza con il Cid Campeador, nel 1092.
Sancho completò l'accerchiamento di Huesca fortificando Abiego, Labata e Santa Eulalia la Mayor, sempre nel 1092.
Sancho morì il 4 giugno 1094 (la data della morte è confermata dagli Annales Compostellani), colpito da una freccia di balestra, all'assedio di Huesca, mentre cercava di trovare un punto debole nelle mura della città. Fu inumato nel monastero di Montearagón(che aveva costruito, nel 1088, vicino a Jaca), e poi, per paura che i Mori potessero profanare la sua tomba, dopo 6 mesi e 15 giorni, fu traslato al Monastero di San Juan de la Peña, dove raggiunse i genitori e venne inumato nel medesimo pantheon reale ove fu poi sepolta la regina e consorte Felicia di Roucy.
Gli successe il figlio primogenito Pietro.

## Discendenza
Sancho e Isabella ebbero un solo figlio: o più figli:
- Pietro[2] (1069-1104), re di Aragona e re di Navarra dal 1094 al 1104.
- uno o più figli di cui non si hanno altre notizie, ma che, secondo il documento n° V della España Sagrada, Tomo XLVI, in cui Sancho fece una donazione al monastero di Roda per la salvezza dell'anima sua e della moglie e dei figli[14], si deduce che oltre a Pietro fosse nato almeno un altro figlio.

Sancho e Felicia ebbero due (o tre) figli:
- Fernando (circa 1080- circa 1186), che secondo lo storico Ubieto Arteta è citato in un documento del 1086[9]
- Alfonso il Battagliero[2] (1083-1134), re di Aragona e re di Navarra dal 1104 al 1134.
- Ramiro il Monaco[2] (1086-1147), re di Aragona e re di Navarra dal 1134 al 1137.

Sancho ebbe un figlio da un'amante di cui non si conoscono né il nome né gli ascendenti:
- Garcia[9].

## Ascendenza
|                              |                          |                               | Genitori                  |  |  | Nonni |  |  | Bisnonni                     |  |  | Trisnonni                   |  |
|                              |                          |                               |                           |  |  |       |  |  | García II Sánchez di Navarra |  |  | Sancho II Garcés di Navarra |  |
|                              |                          |                               |                           |  |  |       |  |  | García II Sánchez di Navarra |  |  | Sancho II Garcés di Navarra |  |
|                              |                          | Urraca Fernández di Castiglia |                           |  |  |       |  |  | García II Sánchez di Navarra |  |  |                             |  |
| Sancho III Garcés di Navarra |                          |                               |                           |  |  |       |  |  | García II Sánchez di Navarra |  |  |                             |  |
|                              |                          | Jimena Fernández              | …                         |  |  |       |  |  |                              |  |  |                             |  |
|                              |                          | Jimena Fernández              | …                         |  |  |       |  |  |                              |  |  |                             |  |
|                              |                          | Jimena Fernández              | …                         |  |  |       |  |  |                              |  |  |                             |  |
| Ramiro I d'Aragona           |                          | Jimena Fernández              |                           |  |  |       |  |  |                              |  |  |                             |  |
|                              |                          | …                             | …                         |  |  |       |  |  |                              |  |  |                             |  |
|                              |                          | …                             | …                         |  |  |       |  |  |                              |  |  |                             |  |
|                              |                          | …                             | …                         |  |  |       |  |  |                              |  |  |                             |  |
| Sancha di Aybar              |                          | …                             |                           |  |  |       |  |  |                              |  |  |                             |  |
|                              |                          | …                             | …                         |  |  |       |  |  |                              |  |  |                             |  |
|                              |                          | …                             | …                         |  |  |       |  |  |                              |  |  |                             |  |
|                              |                          | …                             | …                         |  |  |       |  |  |                              |  |  |                             |  |
| Sancho Ramírez d'Aragona     |                          | …                             |                           |  |  |       |  |  |                              |  |  |                             |  |
|                              | Ruggero I di Carcassonne | Arnaldo di Comminges          |                           |  |  |       |  |  |                              |  |  |                             |  |
|                              | Ruggero I di Carcassonne | Arnaldo di Comminges          |                           |  |  |       |  |  |                              |  |  |                             |  |
|                              | Ruggero I di Carcassonne | Arsinda di Carcassonne        |                           |  |  |       |  |  |                              |  |  |                             |  |
| Bernardo Ruggero di Foix     | Ruggero I di Carcassonne |                               |                           |  |  |       |  |  |                              |  |  |                             |  |
|                              |                          | Adele di Pons                 | …                         |  |  |       |  |  |                              |  |  |                             |  |
|                              |                          | Adele di Pons                 | …                         |  |  |       |  |  |                              |  |  |                             |  |
|                              |                          | Adele di Pons                 | …                         |  |  |       |  |  |                              |  |  |                             |  |
| Gilberga di Foix             |                          | Adele di Pons                 |                           |  |  |       |  |  |                              |  |  |                             |  |
|                              |                          | Garcia Arnaldo di Bigorre     | Arnaldo di Bigorre        |  |  |       |  |  |                              |  |  |                             |  |
|                              |                          | Garcia Arnaldo di Bigorre     | Arnaldo di Bigorre        |  |  |       |  |  |                              |  |  |                             |  |
|                              |                          | Garcia Arnaldo di Bigorre     | …                         |  |  |       |  |  |                              |  |  |                             |  |
| Garsenda di Bigorre          |                          | Garcia Arnaldo di Bigorre     |                           |  |  |       |  |  |                              |  |  |                             |  |
|                              |                          | Riccarda di Astarac           | Garcia Arnaldo di Astarac |  |  |       |  |  |                              |  |  |                             |  |
|                              |                          | Riccarda di Astarac           | Garcia Arnaldo di Astarac |  |  |       |  |  |                              |  |  |                             |  |
|                              |                          | Riccarda di Astarac           | …                         |  |  |       |  |  |                              |  |  |                             |  |
|                              |                          | Riccarda di Astarac           |                           |  |  |       |  |  |                              |  |  |                             |  |

### Fonti primarie
- (LA)  Histoire Générale de Languedoc, Tome V, Preuves.
- (LA)  Rerum Gallicarum et Francicarum Scriptores, tome XII.
- (LA)  Historia Silenses.
- (LA)  Monumenta Germaniae Historica, Scriptores, Tomus XXIII.
- (LA)  España Sagrada, volume XLVI.
- (LA)  #ES Marca Hispanica sive Limes Hispanicus.
- (LA)  España Sagrada, volume XXIII.
- (LA)  Monumenta Germaniae Historica, Scriptores, Tomus XIII.
- (LA)  Monumenta Germaniae Historica, Scriptores, Tomus XIV.

### Letteratura storiografica
- Rafael Altamira, Il califfato occidentale, in «Storia del mondo medievale», vol. II, 1999, pp. 477–515
- Louis Halphen, La Francia nell'XI secolo, in «Storia del mondo medievale», vol. II, 1999, pp. 770–806
- Rafael Altamira, La Spagna (1031-1248), in Storia del mondo medievale, vol. V, 1999, pp. 865–896
- (ES)  Historia de los condes de Urgel, Tomo I.
- (CA)  Crónica de San Juan de la Peña.
- (FR)  Histoire Générale de Languedoc, Tome IV, Notees.